# Devil Sold His Soul
Devil Sold His Soul (oder auch Devil sold his Soul) ist eine 2004 gegründete Post-Hardcore-/Progressive-Metal-Band aus Großbritannien. Der Band werden gelegentlich auch Stilelemente des Post-Metal, des Sludge zugeordnet.

## Geschichte
Gegründet wurde Devil Sold His Soul im Jahr 2004 von Sänger Ed Gibbs, den beiden Gitarristen Richard Chapple und Jonny Renshaw, Schlagzeuger Tom Harriman, Bassist Iain Trotter und Paul Kittney, welcher für das Sampling verantwortlich war. Nach mehreren Besetzungswechseln besteht die heutige Gruppe aus den Sängern Paul Green und Ed Gibbs, Chapple und Renshaw an den Gitarren, Jozef Norocky am Bass und Alex „Leks“ Wood am Schlagzeug. Gibbs stieg 2013 aus der Gruppe aus und trat vier Jahre später als zweiter Sänger wieder in die Band ein.
Ihre erste EP erschien 2005 unter Visible Noise und trägt den Namen Darkness Prevails. 2008 wurde die EP neu veröffentlicht. Das Album erhielt Kritiken unter anderem von Kerrang! und Metal Hammer. Ihr Debütalbum A Fragile Hope erschien am 18. Juni 2007. Visible Noise und die Band trennten sich jedoch vor der Produktion des Albums. 2008 erschien eine Split-CD mit der Gruppe Tortuga. 2010 erschienen die Single Callous Heart und das zweite Album Blessed & Cursed unter Century Media.
Die Band tourte später mit Architects durch das Vereinigte Königreich. Die Band plante nach der Support-Tour eine eigene Tour als Headliner durch Europa. Die Band gab bereits Konzerte in Mechelen und Amsterdam.
Anfang April 2013 verließ Sänger Ed Gibbs nach neun Jahren als aktives Mitglied die Band, da er nach eigener Aussage nicht mehr das Gefühl hatte hundertprozentig für die Band da sein zu können. Im Anschluss daran wurde der Sänger der Band The Arusha Accord Paul Green als neues Bandmitglied bekannt gegeben.
Die Gruppe kündigte die Veröffentlichung ihres vierten Studioalbums, welches den Namen Loss trägt, für den 9. April 2021 an und erscheint in Zusammenarbeit mit dem Label Nuclear Blast. Das Vorgängerwerk Emprie of Light erschien neun Jahre zuvor im Jahr 2012 bei Small Town Records.

## Diskografie

### Singles
- 2007: Between Two Worlds
- 2007: The Starting
- 2010: Callous Heart (Century Media)
- 2012: A New Legacy
- 2013: Time

### EPs
- 2005: Darkness Prevails (Visible Noise, 2008 neu veröffentlicht)
- 2014: Belong / Betray (Basick Records)

### Splits
- 2008: Split-CD mit Tortuga

### Alben
- 2007: A Fragile Hope (Eyesofsound, Black Willow)
- 2010: Blessed & Cursed (Century Media)
- 2012: Empire of Light (Small Town Records)
- 2021: Loss (Nuclear Blast)